# Павутинник напівкривавий
Павутинник напівкривавий (Cortinarius semisanguineus) — вид грибів роду павутинник (Cortinarius). Сучасну біномінальну назву надано у 1876 році.

## Будова
Шапинка вельветова на дотик від блідо-жовтувато-коричневого до оливкового, розміром 5-8 см. У центрі має горбик. Червоні густі пластинки прирослі до ніжки. Споровий порошок коричневий. У молодих грибів край шапинки з'єднаний з ніжкою покривалом-кортиною. Ніжка жовтувата 7 см, злегка пахне редькою.

## Життєвий цикл
Плодові тіла з'являються у серпні — листопаді.

## Поширення та середовище існування
Поширений на півночі Європи та Північної Америки. Росте групами під березою та хвойними деревами.

## Практичне використання
Не їстівний, ймовірно отруйний. Схожий на смертельно отруйний Cortinarius orellanus.

## Галерея

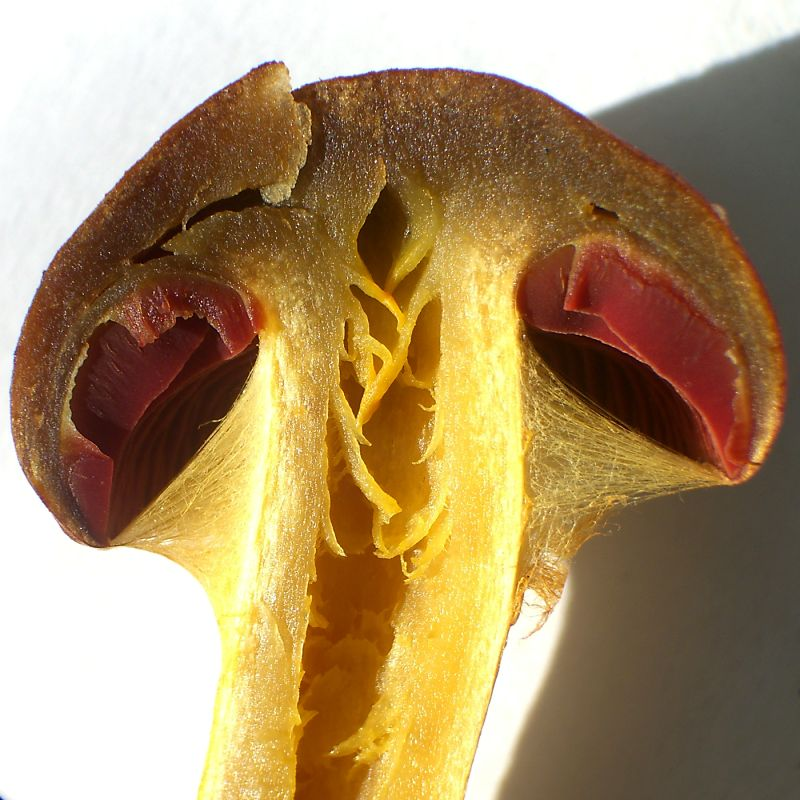
Гриб у розрізі
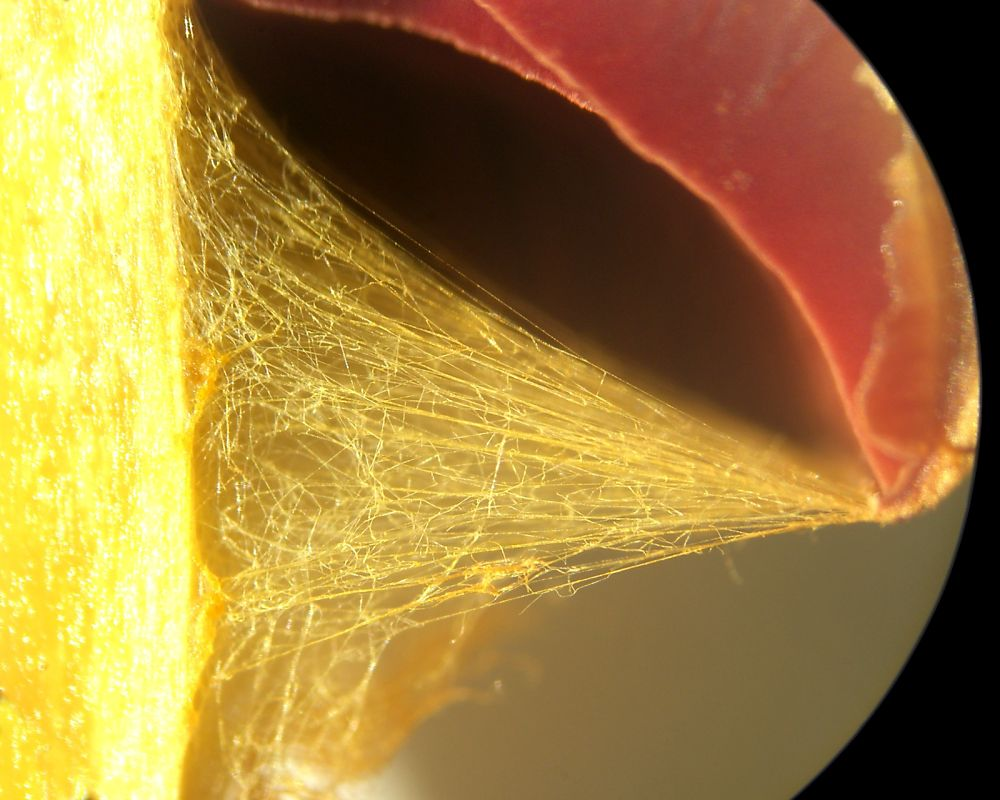
Кортіна
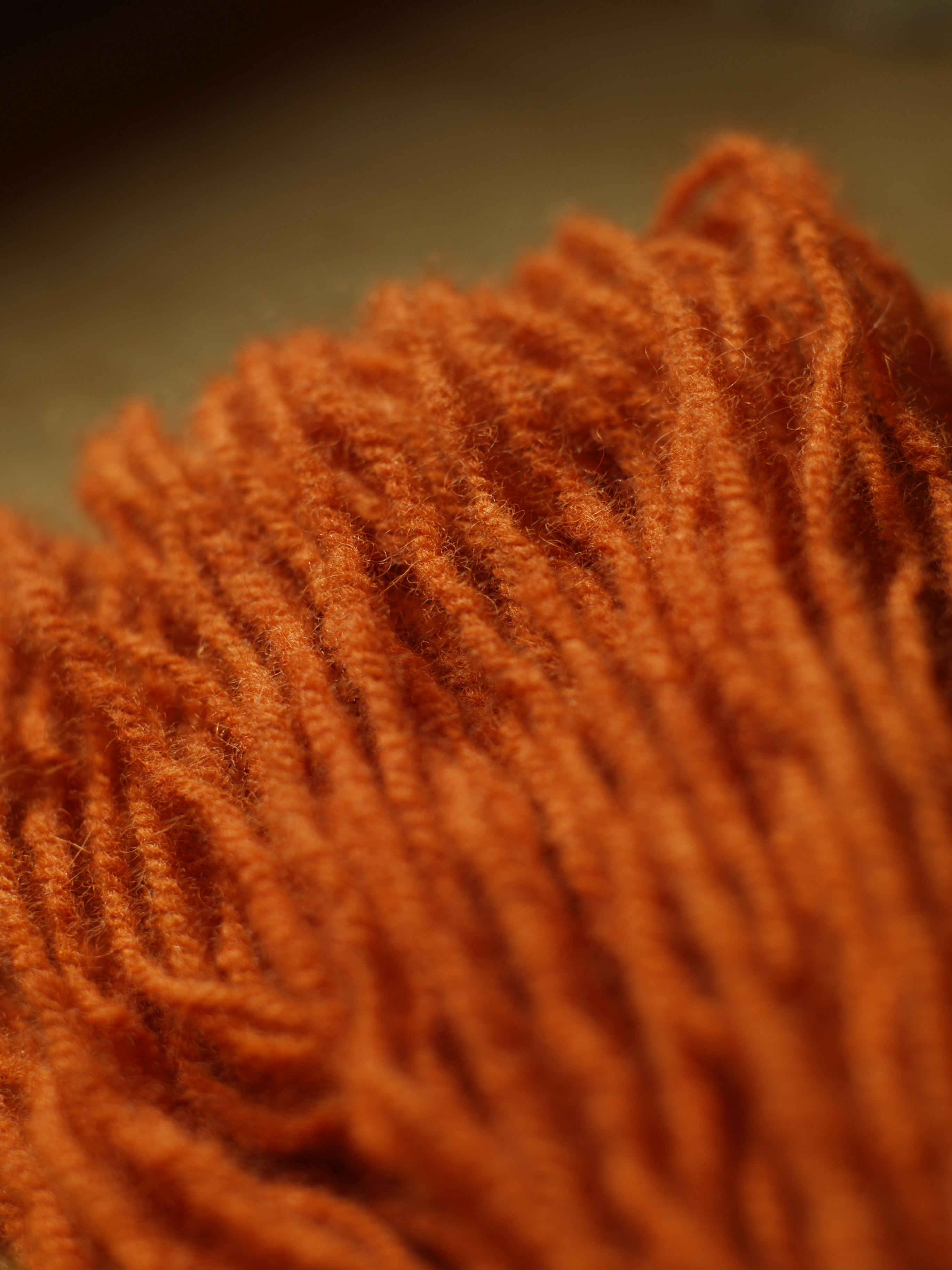
Пластини